# Ібібіо
Ібібіо — народ бенуе-конголезької підгрупи нігеро-конголезької групи конго-кордофанської мовної сім'ї у Південній Нігерії (штат Крос-Ривер).

## Чисельність, субетноси та релігія
Загальна чисельність — близько 5,4 млн чоловік.
Крім власне ібібіо до складу народу включають низку субетнічних груп — ананг, оронн, андоні, еньйонг, ква, нсітт та ін. Часто як субетнос ібібіо (або єдиний з ними народ) розглядають також ефік.
Серед ібібіо — християни та прибічники традиційних культів.

## Історія і основні заняття
Етнічна історія ібібіо знала багато міграцій, через що з'явилося багато субетнічних груп. З часу перших контактів з європейцями (XV століття) активно сприяли работоргівлі.
Основні заняття — ручне підсічно-вогневе землеробство (ямс, маніок, овочі). Земель під угіддя замало — великі ділянки заболочені або вкриті мангровими заростями. Поширене збирання плодів дикої олійної пальми (на експорт), також є невеликі плантації какао та каучуконосів. Риболовля. Розвинуте відходництво.
Ремесла — плетіння, різьбярство на дереві, виготовлення масок (використовуються в обрядах, особливо пов'язаних з таємними союзами).

## Традиційна організація і культура
Основа соціальної організації — сільська громада на чолі зі старійшиною ете екпук.
Поширені традиційні вірування — культ предків, чорна магія, віра в духів природи та верховне божество Абассі.